# Гилберт, Кристин
Кри́стен Ги́лберт, урождённая Кри́стен Стри́клэнд (англ. Kristen Gilbert; род. 3 ноября 1967) — американская преступница, осуждённая на пожизненное заключение за преднамеренное убийство четырёх и покушение на жизнь двоих пациентов медицинского центра для пожилых людей.

## Биография

### Ранние годы
Кристен Стриклэнд родилась в 1967 году и выросла в Фолл-Ривер, штат Массачусетс. Она и её младшая сестра росли в благополучной семье. Она была хороша собой и с самого детства проявляла довольно высокие интеллектуальные способности.  
Несмотря на живой ум, красоту и хорошие отметки, когда Кристен достигла подросткового возраста, все её знакомые старались держаться от неё на расстоянии, так как она стала очень нервной, её поведение было неожиданным и непредсказуемым. Кроме того, она стала патологически лживой, это замечали все её друзья. Её бесконечная ложь делала дружбу с ней попросту невозможной.
В 16 лет Кристен окончила школу и поступила учиться в колледж Greenfield Community College, который окончила в 1988 году, получив сертификат медсестры.
В том же году, в возрасте 21 года, она вышла замуж за Гленна Гилберта и взяла его фамилию; молодожёны купили дом.

### Карьера
В 1990-м молодая медсестра Кристен Гилберт начала работать в расположенном неподалёку от их дома медицинском центре в Нортгемптоне (VAMC in Northampton). Пациентами центра являлись в основном пожилые люди, ветераны.
Кристен сразу произвела прекрасное впечатление на начальство своими знаниями и сноровкой, а её коллеги восхищались и завидовали её деловым качествам. Коллеги сразу стали замечать, что именно в её смены часто умирают пожилые пациенты. Смертей было так много, что  вскоре коллеги стали в шутку называть Кристен «Ангелом смерти», но все списывали это на её якобы имевшее место хроническое невезение. Молодая медсестра нравилась и пациентам, и коллегам. Она была мила, всегда помнила о днях рождения, организовывала праздники, покупала подарки, всё успевала по службе.
Спустя некоторое время, когда у Кристен и Гленна было уже двое детей, у Кристен начался роман с офицером полиции Джеймсом Перро, который начал работать в службе безопасности медицинского центра. Отношения с супругом стремительно ухудшались. Однажды Гленн заявил, что Кристен пыталась отравить его. Неизвестно, насколько оправданным было это заявление, но вскоре Кристен бросила мужа и детей и переехала в другую квартиру. Её отношения с Перро продолжались, а в то же самое время за Кристен уже пристально, но незаметно для неё, наблюдали её коллеги.
Так, выяснилось, что пациенты, у которых было вполне крепкое сердце, умирали один за одним от остановки сердца.
В 1996-м трое коллег Кристен стали настаивать на служебном расследовании, так как произошло слишком много смертельных случаев во время дежурств Кристен. За три года с тех пор, как она пришла работать в VAMC, смертность в заведении утроилась.
Было проведено полицейское расследование. Кристен была арестована.
Позже прозвучали страшные цифры — больничный персонал предположил, что Гилберт несла ответственность за примерно 80 или более случаев смертельного исхода пациентов, а также за создание не менее 300 чрезвычайных, угрожающих жизни и здоровью людей ситуаций.
Всего же за семь лет работы Кристен медсестрой во время её смен скончалось 350 человек. Её мотивы так и не были выяснены.
Кристен Гилберт была признана виновной.
Из федеральной тюрьмы Framingham Гилберт перевели в тюрьму в Форт-Уорт, штат Техас, где она и содержится.
История Кристен Гилберт стала основой книги М. Уильяма Фелпса под названием «Perfect Poison».

## Суд и приговор
Дело Кристен Гилберт рассматривалось в федеральном суде. 14 марта 2001 года федеральный суд признал её виновной в преднамеренном убийстве четверых и покушение на жизнь двоих человек. Хотя в штате Массачусетс нет смертной казни, её преступления относятся к федеральному уровню, и таким образом смертная казнь в её случае допускается. Тем не менее, она была приговорена к пожизненному заключению без права на условно-досрочное освобождение.